# Bronislava Dobiášová
Bronislava Dobiášová (* 27. April 1998 in Trenčín) ist eine ehemalige slowakische Eiskunstläuferin.

## Karriere
Ab 2012 nahm Bronislava Dobiášová im Juniorenbereich für die Slowakei an internationalen Eiskunstlaufwettbewerben teil. Den Grand Prize Slovakia 2012 konnte sie dabei für sich entscheiden. Nachdem sie 2013 im ISU Junior Grand Prix debütierte, nahm sie zwischen den 20. und 22. Dezember 2013 erstmals bei den slowakischen Meisterschaften im Eiskunstlauf teil. Bei diesen Meisterschaften, welche schon für das Jahr 2014 gegolten haben, konnte sie sich den slowakischen Meistertitel sichern. In der Folge gab sie im Jahr 2014 ihr Debüt in der ISU-Challenger-Serie und durfte die Slowakei bei den Eiskunstlauf-Juniorenweltmeisterschaften vertreten, wo sie die Kür erreichte und schlussendlich den 23. Platz belegte. Bis 2016 absolvierte Bronislava Dobiášová für die Slowakei Wettbewerbe im ISU Junior Grand Prix und in der ISU-Challenger-Serie. Danach absolvierte sie nur noch ausgewählte internationale Wettbewerbe. So startete sie bei der Winter-Universiade 2019 im russischen Krasnojarsk und beendete dort den Wettbewerb auf den 18. Platz.